# Paralacydes maculifascia
Paralacydes maculifascia là một loài bướm đêm thuộc phân họ Arctiinae, họ Erebidae.